# ديف بين
ديف بين هو سياسي أمريكي، ولد في 22 ديسمبر 1958 في ماساتشوستس في الولايات المتحدة. نشط حزبياً في الحزب الديمقراطي. وقد انتخب عضو مجلس نواب نيوهامبشير ‏.